# ديفيد وونغ لوي
ديفيد وونغ لوي (بالإنجليزية: David Wong Louie)‏ (1954، روكفيل سنتر في الولايات المتحدة - 19 سبتمبر 2018)؛ روائي أمريكي. درس في كلية فاسار.